# Ezio Auditore da Firenze

Ezio Auditore amb l'uniforme dAssassin's Creed II.

Ezio Auditore amb l'uniforme dAssassin's Creed: Brotherhood.

Ezio Auditore da Firenze (República de Florència, Itàlia: 24 de juny del 1459 - 30 de novembre del 1524) és un personatge fictici de la saga de videojocs de ficció històrica Assassin's Creed, protagonista dels videojocs Assassin's Creed II (i els seus spin-offs Assassin's Creed II:Discovery i Assassin's Creed: Project Legacy), Assassin's Creed: Brotherhood i Assassin's Creed: Revelations, de les novel·les Assassin's Creed: Renaissance, Assassin's Creed: Brotherhoood i Assassin's Creed: Revelations, i de les pel·lícules Assassin's Creed: Lineage, Assassin's Creed: Embers i Assassin's Creed: Ascendance.
Ezio és un dels avantpassats de Desmond Miles, el protagonista de la cronologia actual de la trilogia original d'Assassin's Creed. Durant els jocs, Ezio busca venjar la seva família, morta a mans dels Templaris, i després dirigeix la seva lluita contra els Templaris d'Itàlia, Espanya i l'Imperi Otomà com a Mentor de l'Ordre dels Assassins. Després de descobrir el Fruit de l'Edèn a Assassin's Creed: Revelations i les intencions d'Altaïr, Ezio finalment es retira a la ciutat de Florència, d'on en podem veure els últims anys a la pel·lícula animada Assassin's Creed: Embers.

## Biografia

### Assassin's Creed II
Ezio va néixer en una família noble de Florència. El seu pare era Giovanni Auditore, un banquer amic personal de Llorenç de Mèdici i amb moltes connexions per tot Itàlia. Al llarg de l'obra, sobretot al pròleg del joc, els personatges i les escenes mostren que Ezio és un jove apassionat, amb fama de faldiller, que gaudeix d'una vida tranquil·la sempre al costat del seu germà Federico. A l'obra, la seva mare, María Auditore, va definir el seu fill com un noi competitiu, obstinat i malparlat, però tan apassionat que és impossible retreure-li res.
La vida d'Ezio es trasbalsa quan el seu pare i els seus germans són detinguts i acusats de conspiració. Ezio sol·licita l'ajuda d'Uberto Alberti, un vell amic de la família, que acaba traïnt la família Auditore. Giovanni, Federico i Petruccio són penjats a la forca a la Plaza de la Señoría, éssent Ezio entre la multitud i no podent-los salvar. Ezio es venja d'Uberto assassinant-lo i després fuig de Florència amb la seva mare i la seva germana, i els acull el seu tiet, Mario Auditore, el senyor de Monteriggioni. A través del seu tiet, Ezio descobreix que el seu pare era un Assassí i que els responsables de la seva mort eren Templaris, enemics ancestrals dels Assassins; igualment, Mario revela que ell també és un assassí i es disposa a entrenar el seu nebot perquè continui el llegat del seu pare.
Ezio inicia la seva lluita contra els Templaris, dirigits per Roderic de Borja, més conegut com "El Español", el qual pretén aconseguir el Fruit de l'Edèn, un objecte ancestral de poders inimaginables. Primerament, Ezio desmantella la Conspiració dels Pazzi a Florència, salvant la vida de Llorenç de Mèdici. Després col·labora amb Caterina Sforza per acabar amb la influència templària a Forli, i finalment viatja a Venècia, on elimina els Barbarigo. Durant el seu viatge, Ezio es relaciona amb diverses figures polítiques italianes del seu temps: Leonardo da Vinci, Nicolau Maquiavel i Bartolomeu d'Alviano. Després d'enfrontar-se amb en Roderic de Borja a Venècia, descobreix que té el Fruit al seu poder i que creu que és "El Profeta" que conduirà els Templaris a la victòria final. Ezio aconsegueix vèncer a Roderic, que fuig deixant el Fruit enrere. En aquest moment, els col·laboradors d'Ezio revelen que ells també són Assassins i Ezio entra a formar part de l'Ordre dels Assassins, afirmant que realment ell és l'autèntic Profeta.
El 1490, es produeixen els esdeveniments narrats a Assassin's Creed II: Discovery. Ezio viatja a Espanya, on ajuda a Lluís de Santàngel a desfer-se els Templaris dirigits per Tomás de Torquemada, els quals pretenien infiltrar-se al viatje de Cristòfor Colom al Nou Món. Els Templaris tenen una influència decisiva a Castella i són els responsables de la presa de Granada el 1492 per part dels Reis Catòlics; Ezio ha de salvar Boabdill, l'últim rei de Granada.
Anys més tard, el 1499, Ezio segueix la pista de Roderic (ara convertit en Papa) fins al Vaticà, on es tornen a veure les cares. Roderic revela que Déu s'amaga a sota del Vaticà i que només el Profeta es podrà comunicar amb ell. Després de vèncer Roderic, Ezio accedeix a la cripta, on es comunica amb una dona que es fa anomenar Minerva, la qual revela que el món serà consumit i que Ezio és un canal a través del qual ella es pot comunicar amb Desmond, l'únic que pot frenar la destrucció del món.

### Assassin's Creed II: Brotherhood
Ezio decideix no matar Roderic i torna a Monteriggioni amb el seu tiet Mario, afirmant que vol deixar la seva vida d'Assassí. Malgrat això, la treva amb els Templaris no dura gaire, ja que les tropes Templàries, dirigides per Cèsar Borja, prenen possessió de la vil·la. Cèsar captura a Mario i roba el Fruit. Ezio intenta rescatar el seu tiet però no pot evitar que Cèsar el mati i que després destrueixi la vil·la. Ezio es desperta a Roma, on l'ha portat Maquiavelo perquè, des d'allà, acabin amb el govern de Rodrigo de la ciutat.
Durant els nou anys següents, Ezio i els seus Assassins lluiten per acabar amb el govern templari a Roma. Ezio lluita contra la influència que els Borja tenen amb el rei de França, la banca i el poble a través del subterfugi. Progressivament, els Borja comencen a perdre aliances i es queden sense finançament, cosa que obliga a Cèsar, que tenia planejat conquistar Itàlia sencera amb la força dels seus exèrcits, a detenir les seves campanyes. El 1503, Cèsar, furiós, decideix assassinar el seu pare i pren el control del Fruit. Cèsar pretén prendre el control de Roma a la força; no obstant, és detingut per l'ordre del nou Papa. Ezio, anomenat ara Mentor de l'Ordre dels Assassins, decideix que és hora d'acabar amb els Borja d'una vegada per totes.
Cèsar és portat a Espanya com a presoner i Ezio decideix anar-lo a buscar, ja que no vol cometre el mateix error que amb el Roderic. Ezio arriba fins a Viana, Navarra, ja que ara Cèsar està aliat amb els rebels navarresos. Ezio i Cèsar combaten durant un atac a la ciutat, i Ezio tira a Cèsar daltabaix de les muralles, acabant amb la seva vida.
Ezio torna a Roma disposat a desfer-se del Fruit d'una vegada per totes i el diposita en una cripta a sota el Colosseu, el qual serà localitzat per Desmond a l'actual línia temporal de la saga.

### Assassin's Creed: Revelations
Després dels esdeveniments d'Assassin's Creed: Brotherhood, Ezio descobreix entre les coses del seu pare una carta que parla d'una biblioteca llegendària que va ser construïda pel mític Assassí Altaïr Ibn-La'Ahad a sota de la fortalesa de Masyaf. Ezio hi viatja l'any 1511 i descobreix que els Templaris també l'estan buscant. Si bé Ezio aconsegueix frustrar l'assalt templari sobre Masyaf, l'únic que troba és un document escrit per Niccolò Polo que parla de cinc claus ocultes a Constantinoble que permeten obrir les portes de la biblioteca.
Quan arriba a Constantinoble, Ezio col·labora amb els Assassins de la ciutat, on els governants otomans i els bizantins, recolzats pels Templaris, s'estan enfrontant. Amb l'ajuda d'una col·leccionista de llibres anomenada Sofía Sartor, Ezio aconsegueix obtenir quatre de les cinc claus. Ezio arriba a Capadòcia, la base dels Templaris, i descobreix que els bizantins estan sent manipulats pel príncep Ahmed, fill del sultà otomà i líder dels Templaris. Després d'aconseguir la última clau, Ezio descobreix que Ahmed ha segrestat a Sofía i vol les claus a canvi de la seva vida. Ezio aconsegueix rescatar a Sofía i recuperar les claus, i a Ahmed el mata el seu germà Selim, el qual exigeix a Ezio que abandoni la ciutat immediatament.
Ezio i Sofía arriben a Masyaf i obren les portes de la biblioteca. Ezio hi descobreix el cadàver d'Altaïr i un fragment del Fruit de l'Edèn; malgrat això, no hi troba cap llibre, ja que la finalitat de la biblioteca era servir de canal per enviar un missatge a Desmond Miles. Colpit per les revelacions proporcionades per Altaïr, i creien que ja havia complert la seva missió, Ezio decideix que és el moment d'acabar amb la seva vida d'Assassí, deixa tot el seu equip i se'n torna a casa amb Sofía.

### Assassin's Creed: Embers
Aquesta pel·lícula d'animació mostra els últims anys d'Ezio, ara ja retirat i vivint una vida tranquil·la amb la seva dona Sofía i els seus fills, Flavia i Marcello, a la Toscana. Un dia, una misteriosa Assassina xinesa apareix demanant-li ajuda. Aquesta dona respon al nom de Shao Jun i és una Assassina fugada que vol que Ezio l'ajudi a reconstruir el seu Ordre. Shao Jun és perseguida pels soldats de l'emperador de la Xina, el qual està aliat amb els Templaris, així que Ezio decideix instruir-la.
Després que Shao Jun se'n torni a la Xina, Ezio torna a la seva tranquil·la vida. Una tarda, mentre es trobava amb la seva dona i la seva filla al mercat de Florència, un jove se li acosta i immediatament Ezio comença a patir un atac de cor, del qual mor mentre Sofía i Flavia corren cap a ell. A la saga, Ezio serà recordat com una de les llegendes més grans de l'Ordre, i serà respectat i admirat pels seus successors.

Carta que Ezio va escriure a Sofía abans de morir a Assassin's Creed: Embers:
Quan era jove gaudia de gran llibertat, però no la valorava; tenia temps, però no el gaudia; tenia amor, però no el sentia. Passarien moltes dècades abans de comprendre el significat d'aquestes tres coses i ara, a l'ocàs de la meva vida, la comprensió ha esdevingut satisfacció. Amor, llibertat i temps, abans sense importància, ara són el que impulsa... en especial l'amor. Per a tu, estimada, per als nostres fills, per als nostres germans i germanes... i l'ampli món que ens va donar la vida i ens manté en la incertesa. Amb infinit afecte, la meva Sofía. Sempre teu, Ezio Auditore.
(Últimes paraules d'Ezio)